# Marc-Antoine Désaugiers
Pour les articles homonymes, voir Désaugiers.
Marc Antoine Désaugiers est un compositeur français né à Fréjus le 16 novembre 1739 et mort à Paris le 10 septembre 1793.

## Biographie
Il fut l'ami de Gluck et de Sacchini et composa en 1785 (date du manuscrit) ou 1786 un Requiem. Il est l'auteur d'une vingtaine d'opéras-comiques, dont Les Jumeaux de Bergame, Les Deux Sylphes, Florine et Avis au public, ou le Physionomiste en défaut (avec Souriguières, théâtre Feydeau, Paris, 1807, in-8°). Il composa également une cantate pour l'inauguration du buste du naturaliste Buffon, un Miserere et une cantate célébrant la prise de la Bastille.
Il est le père de:  
- Auguste Désaugiers, dramaturge et diplomate.
- Marc-Antoine-Madeleine Désaugiers, vaudevilliste et chansonnier.
- Jules-Joseph Désaugiers, consul général en Prusse et en Hollande.
- Marie Cécile Désaugiers[Information douteuse][3]